# Margaret Court
Margaret Court (djevojački Margaret Smith; Albury, Australija, 16. srpnja 1942.) - australska tenisačica
Godine 1970. postala je prva žena u Open eri i druga žena u povijesti tenisa, koja je osvojila sva četiri Grand slam turnira u istoj kalendarskoj godini. Court je osvojila rekordne 24 Grand slam titule u karijeri. Također je osvojila 19 titula u ženskim i 19 titula u mješovitim parovima. Zajedno s Kim Clijsters dijeli rekord najviše osvojenih Grand Slam titula, nakon što je postala majkom. 
Imala je 91.68% (1,180–107) pobjeda na teniskim turnirima i 90.12% (210–23) pobjeda na Grand slam turnirima, što je jedan od najboljih omjera svih vremena.
Odgojena je u katoličkoj obitelji, a je sredinom 1970.-ih prešla na pentekostalstvo. Godine 1991. je službeno zaređena. Posljednjih je godina postala poznata po zalaganju da se zabrani istospolni brak i kritici LGBT pokreta, uključujući svoje bivše lezbijske kolege Billie Jean King i Martinu Navratilovu. Zbog tih je stavova predmetom kritike LGBT aktivista koji traže da se preimenuje melburnsko igralište Margaret Court Arena.